# Thái Thụy, Hưng Yên
Thái Thụy là một xã ven biển thuộc tỉnh Hưng Yên, Việt Nam.

## Địa lý
Xã Thái Thụy nằm ở phía đông của tỉnh Hưng Yên, có vị trí địa lý:
- Phía đông giáp biển Đông.
- Phía tây giáp xã Thụy Anh.
- Phía nam giáp xã Thái Ninh và xã Bắc Thái Ninh.
- Phía bắc giáp xã Đông Thụy Anh và xã Bắc Thụy Anh.

## Lịch sử
Ngày 16 tháng 6 năm 2025, Ủy ban Thường vụ Quốc hội ban hành Nghị quyết số 1666/NQ-UBTVQH15 về việc sắp xếp các đơn vị hành chính cấp xã của tỉnh Hưng Yên năm 2025. Theo đó, sắp xếp toàn bộ diện tích tự nhiên, quy mô dân số của thị trấn Diêm Điền và các xã Thụy Hải, Thụy Trình, Thụy Bình, Thụy Liên thành xã mới có tên gọi là xã Thái Thụy.